# De re diplomatica libri VI

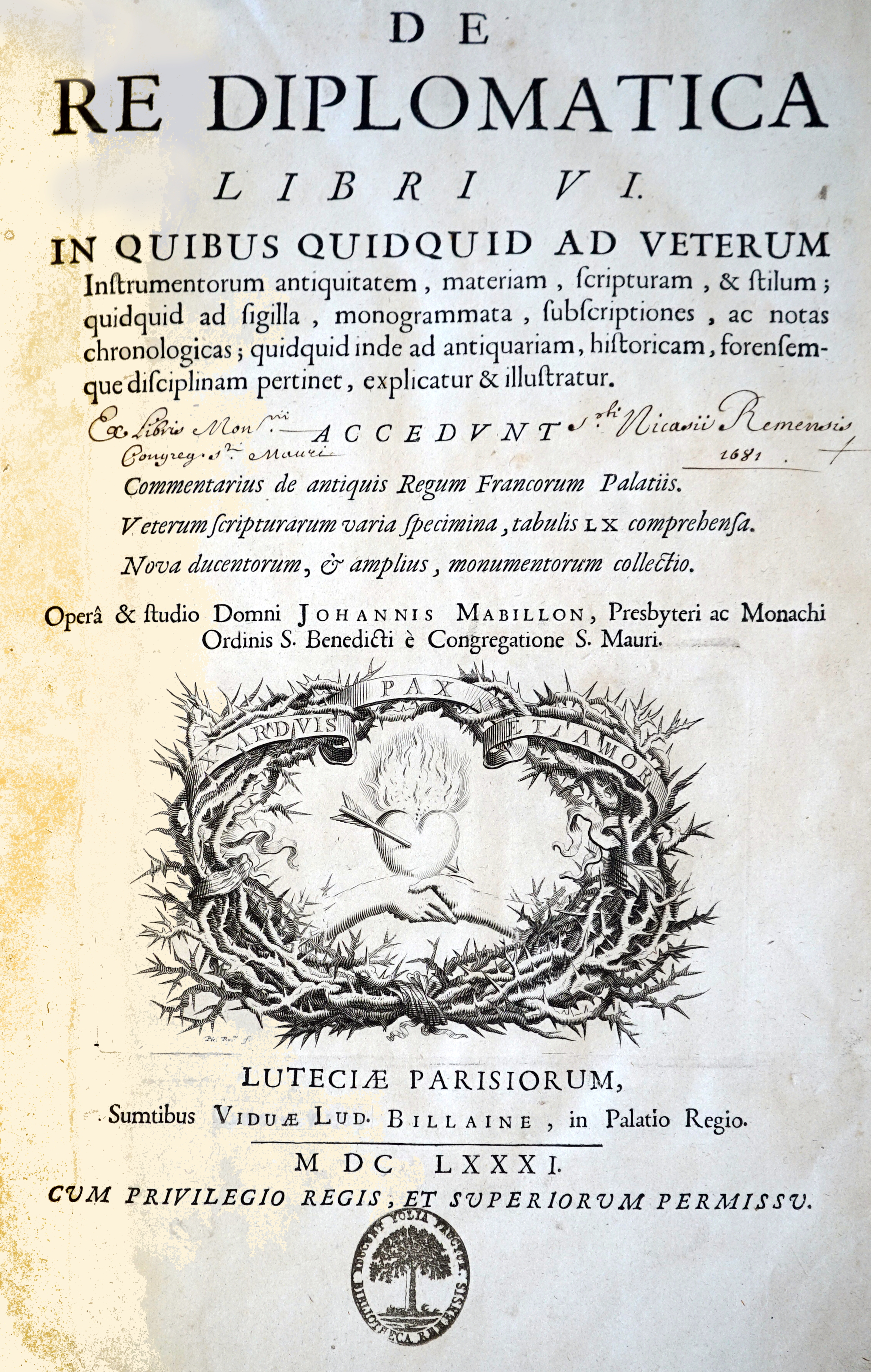

De re diplomatica libri VI (pol. Sześć ksiąg o dyplomatyce) – traktat o średniowiecznych dokumentach opublikowany w 1681 w Paryżu przez francuskiego uczonego benedyktyńskiego – Jeana Mabillona.
Przez badaczy tego okresu dzieło uznawane jest za jedno z najwybitniejszych osiągnięć swojej epoki w zakresie krytycznego badania materiałów historycznych. Traktat powstał pod wpływem działań Daniela van Papenbroecka (uczonego z kręgu Bollandystów), który w 1675 wydał traktat Propylaeum antiquarium circa veri ac falsi discrimen in vetustis membranis (Wprowadzenie antykwaryczne o rozróżnianiu tego co prawdziwe i fałszywe w dawnych dokumentach). Odrzucił w nim, jako falsyfikaty, dużą część dokumentów merowińskich i karolińskich, zgromadzonych w benedyktyńskim opactwie Saint-Denis pod Paryżem. Urażeni tym faktem Benedyktyni postanowili dać odpór tym tezom, a wykonanie tego zadania powierzyli Mabillonowi. Pracę rozpoczął w 1679, a zakończył we wrześniu 1681. Powstało dzieło liczące 634 strony formatu folio w sześciu księgach.
Dzieło nie ma charakteru typowo polemicznego z Papenbroeckiem, ale jest monumentalnym kompendium wiedzy o dokumentach średniowiecznych epoki merowińskiej i karolińskiej, których autentyczność została wykazana ponad wszelką wątpliwość. Zostało przyjęte z podziwem przez współczesnych naukowców, w tym przez Papenbroecka, który pogratulował Mabillonowi i wycofał się ze swoich wcześniejszych tez. Traktat uznano za kamień węgielny w rozwoju dyplomatyki – nauki badającej dokumenty od strony krytyki naukowej.
W Polsce pierwsze wydanie dzieła pozostaje w zbiorach Biblioteki Raczyńskich w Poznaniu.